# Fanny Michaëlis

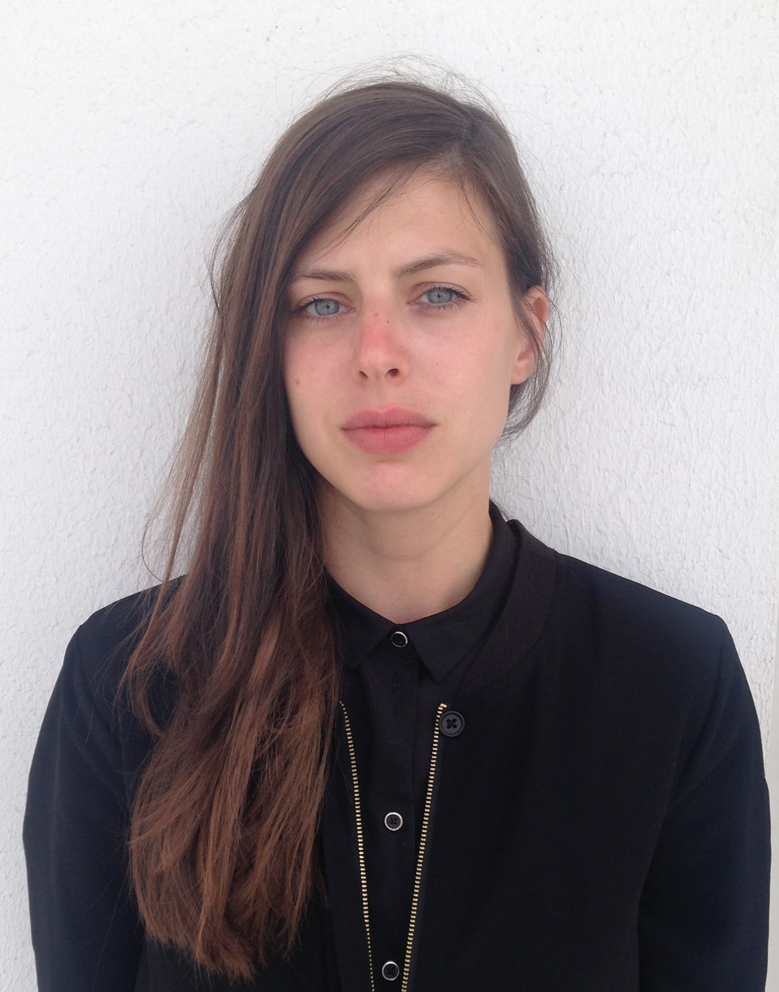
Fanny Michaëlis, 2016

Fanny Michaëlis (* 1983 in Paris) ist eine französische Illustratorin, Comic-Künstlerin und Musikerin.

## Leben
Fanny Michaëlis trat 2003 in die École nationale supérieure des beaux-arts de Paris  in das Malatelier von François Boisrond ein. Sie setzte ihr Studium am Institut Saint-Luc in Brüssel fort, wo sie das Comiczeichnen erlernte und 2007 ihr Diplom erhielt.
Ihre ersten Arbeiten wurden ab 2008 im Verlag United Dead Artists unter der Leitung von Stéphane Blanquet in verschiedenen Kollektiven wie Le Muscle Carabine oder Tendon Revolver veröffentlicht. Als Illustratorin für die Presse findet man ihre Zeichnungen in Zeitschriften und Tageszeitungen wie Le Monde, Les Inrockuptibles oder XXI.
2010 verfasste sie eine illustrierte Biografie über das Leben von Peggy Lee, die von BD music veröffentlicht wurde. 2011 beginnt sie eine Zusammenarbeit mit dem Comicverlag Cornélius. Das Comic Avant mon père aussi était un enfant wurde 2011 veröffentlicht. 2013 folgte Géante. Anschließend realisierte Fanny Michaëlis zwei Jugendbücher: Dans mon ventre und Une Île, die bei Éditions Thierry Magnier erschienen. Ihr Comic Le Lait noir ist inspiriert von der Flucht ihres Großvaters, eines damals 17-jährigen Berliner Juden, durch Europa während des Zweiten Weltkriegs.
Fanny Michaëlis ist auch Sängerin und Schlagzeugerin der Band Fatherkid, die sie 2012 mit dem Comic-Zeichner Ludovic Debeurme gründete. Darüber hinaus nimmt sie regelmäßig an gezeichneten Ausstellungen und Konzerten teil, wie z. B. beim Pulp Festival 2016, wo sie eine Performance mit Loo Hui Phang, Rodolphe Burger, Julien Perraudeau und Philippe Dupuy durchführte.
Sie war 2022 Vorsitzende der Grand Jury des Festival International de la Bande Dessinée d’Angoulême und entwarf eines der Plakate.
Im Jahr 2024 entwarf sie im Rahmen der Olympiade Culturelle zwei Plakate, eines zu den Olympischen Sommerspielen, das andere zu den Paralympics. Im selben Jahr zeichnete sie auch das Plakat für die Ausstellung La BD à tous les étages im Centre Georges-Pompidou, bei der sie zu den ausgestellten Autoren gehörte.

## Werke

### Comics
- 2010: Peggy Lee, Bd Music, label BD Jazz[3]
- 2011: Avant mon père aussi était un enfant, Cornélius, Reihe Raoul[11]
- 2013: Géante, Cornélius, Reihe Raoul[12]
- 2014: Dans mon ventre, Thierry Magnier
- 2015: Une Île, Thierry Magnier, coll.
- 2016: Le Lait noir, Cornélius, Reihe Raoul[5]

### Plakate
- 2022: Festival international de la bande dessinée d'Angoulême[9]
- 2024: Olympiade culturelle, Olympische Sommerspiele Paris 2024[10]
- 2024: Ausstellung La BD à tous les étages, Centre Georges-Pompidou[1]

### Coloristin
- Epiphania, von Ludovic Debeurme, in Zusammenarbeit mit dem Autor, Casterman:
  1. Band 1, 2017[13]
  2. Band 2, 2018
  3. Band 3, 2019

## Ausstellungen (Auswahl)
- 2011: Teen spirit, Arts Factory, Montreuil[14]
- 2012: Visages, Galerie 12mail, Paris[15]
- 2014: Diagonale des arts, Cahors[16]
- 2015: Un dessin est beau si la ligne est vivante, Le Pilori, Niort
- 2015: Le Lait noir, Séries Graphiques, Straßburg5[17]
- 2016: Le Lait noir, Monte en l'air, Paris[18]
- 2016: La redite en somme, ne s'amuse pas de sa répétition singulière, Palais de Tokyo, Paris, 2016 auf Einladung von Sara Favriau[19]
- 2018: Bruit blanc, Topographie de l'art, Paris, 2018[20]
- 2024: La BD à tous les étages, Centre Georges-Pompidou, 2024[1]